# Yuri (südkoreanische Sängerin)
Yuri (* 5. Dezember 1989 in Goyang), vollständiger Name Kwon Yu-ri, ist eine südkoreanische Sängerin und Mitglied der K-Pop-Band Girls’ Generation.

## Leben
Yuri (유리) wurde am 5. Dezember 1989 in Goyang, Gyeonggi-do, geboren. Sie hat einen älteren Bruder namens Hyeok-jun (혁준). 2001 erhielt sie beim The 1st S.M. Young Star Contest den Best Dancer Award und wurde so von der Talentagentur S.M. Entertainment unter Vertrag genommen. Am 8. Juli 2007 wurde sie als drittes Mitglied der Gruppe Girls’ Generation vorgestellt.
Im Februar 2008 schloss sie die Nunggok High School (능곡고등학교) ab und besucht seit Anfang 2010 die Chung-Ang University.
Am 5. März 2010 wurde bei Yuri das Virus H1N1 diagnostiziert. Dadurch konnte Yuri für eine Woche nicht gemeinsam mit der Band auftreten. Am 11. März gab S.M. Entertainment bekannt, dass Yuri wieder genesen sei.
Yuri spricht sowohl ihre Muttersprache Koreanisch als auch Hochchinesisch fließend. Sie ist ledig und hat die Blutgruppe AB.

### Karriere
Neben ihren Gruppenaktivitäten mit Girls’ Generation übt Yuri auch noch weitere Tätigkeiten in der Unterhaltungsbranche aus. 2007 hatte sie eine kleinere Rolle als Ballerina in der Teeniekomödie Kkonminam Yeonswae Tereo Sageon (꽃미남 연쇄 테러 사건). Im selben Jahr spielte Yuri eine Nebenrolle in der KBS-Sitcom Unstoppable Wedding (못말리는 결혼).
Am 8. August 2008 wurde der Trot-Song „Must!“ („꼭“, „Kkok“) von Yuri und ihrer Bandkollegin Sooyoung veröffentlicht, der als Eröffnungslied der Fernsehserie Working Mom (워킹 맘) dient.
Des Weiteren moderierte sie zusammen mit ihrer Bandkollegin Tiffany vom 4. April 2009 bis zum 31. Juli 2010 MBCs Music Core. Aufgrund des Japan-Debüts von Girls’ Generation verließen beide die Musiksendung.
Am 11. Oktober 2009 hatte sie zusammen mit ihren Bandkolleginnen Seohyun und Sooyoung ein Fotoshooting mit QTV für das Projekt „Dreaming Water“. Dabei handelte es sich um eine Kampagne der UNICEF und Cosmopolitan zur Erhaltung der Umwelt und sauberen Wassers.
Ab Ende 2009 bis Juni 2010 gehörte Yuri, wie auch ihre Bandkollegin Sunny, zur Besetzung der Reality-Show Invincible Youth (청춘불패; cheong-chun-bul-pae) des Senders KBS2. In diesem TV-Format betreiben sieben Stars aus verschiedenen südkoreanischen Girlgroups Landwirtschaft in einem kleinen Dorf. Nebenbei gibt es Spiele, die zur Unterhaltung beitragen. In den ersten Folgen hielt Yuri innerhalb der Sendung einen Yoga-Kurs für die G7-Mitglieder und die Zuschauer. Aufgrund des Japan-Debüts von Girls’ Generation verließen Sunny, Yuri zusammen mit Hyun A von 4minute die Sendung.
2010 trat sie gemeinsam mit ihren Bandkolleginnen Seohyun und Yoona in dem Musikvideo zu „Caribbean Bay (Cabi)“ („캐리비안 베이 (캐비)“) an der Seite von 2PMs Taecyeon, Nichkhun und Chansung auf. Der Song stammt von Girls’ Generation und 2PM und gehört zur großangelegten Werbekampagne von Everlands Wasserpark Caribbean Bay.

### Girls’ Generation

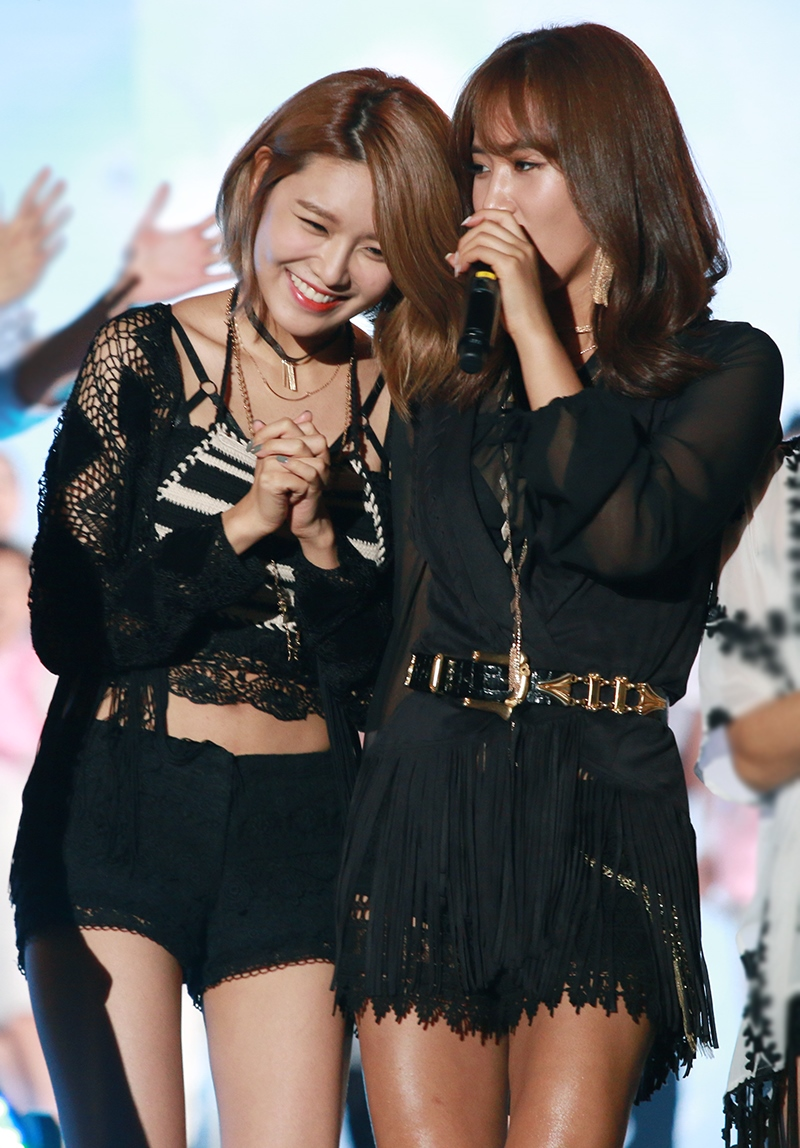
Yuri mit Girls’ Generation (2015)

Die südkoreanische Mädchengruppe Girls’ Generation (소녀시대; 少女時代) wurde 2007 von S.M. Entertainment gegründet. Am 2. August 2007 erschien ihre erste Single „Into the New World“, den ersten offiziellen Auftritt hatten sie in der Musiksendung Inkigayo (인기가요) am 5. August 2007. Das erste Album Girls’ Generation war das erste einer Girlgroup seit 2002, das sich in Südkorea über 100.000 Mal verkaufte. An diesen Erfolg konnte die Gruppe mit dem folgenden Album und EPs problemlos anknüpfen.
2009 gelang der Gruppe mit dem Titel „Gee“ ein Riesenerfolg. Mit dem Song stellte die Gruppe einen neuen Rekord in der KBS-Sendung Music Bank auf, indem sie neun aufeinanderfolgende Wochen den ersten Platz erreichten. Ende 2009 begannen Girls’ Generation ihre Asientournee mit dem Namen Into the new world in Seoul. Seit August 2010 ist die Gruppe zunehmend in Japan aktiv und erreicht mit ihren beiden veröffentlichten Singles den Gold-Status.
Yuri schrieb den Text für den R&B-Song „Mistake“ („내 잘못이죠“), der auf dem Mini-Album Hoot enthalten ist. Das Lied, das ihr Songwriting-Debüt markiert, handelt von einem Mädchen, das sich die Schuld dafür gibt, dass sie von ihrem Freund verlassen wurde. Tiffany schrieb ebenfalls einen Text für die Ballade, allerdings entschieden die Produzenten sich für Yuris Version, welche besser zur Komposition passe.

## Filmografie

### Film
- 2007: Kkonminam Yeonswae Tereo Sageon (꽃미남 연쇄 테러 사건)
- 2013: No Breathing

### Fernsehen
- 2007–2008: Unstoppable Wedding (못말리는 결혼)
- 2009–2010: Show! Music Core (쇼! 음악중심), Moderatorin
- 2009–2010: Invincible Youth (청춘불패)
- 2012: Fashion King

### Gastauftritte in Musikvideos
- 2005: „Beautiful Life“ von TVXQ
- 2009: „Jjarajajja“ („짜라자짜“) von Joo Hyun-mi und Seohyun
- 2009: „Dropping the Tears“ („눈물이 뚝뚝“, „Nunmuri Ttukttuk“) von K.Will